# Crkva sv. Jakova u Ivanić-Gradu
Crkva sv. Jakova je crkva u gradu Ivanić-Grad, zaštićeno kulturno dobro.

## Opis dobra
Crkva skladno oblikovana arhitektonskim elementima sredine 19. stoljeća je jednobrodna građevina pravokutnog tlocrta manjih dimenzija i polukružno zaključenog svetišta sa sakristijom i zvonikom na glavnom pročelju. U cijelosti je svođena. Iz starije crkve potječu vrijedan barokni inventar i reljef nadgrobne ploče s urezanom 1648. godinom ugrađen u zidu uz pjevalište.

## Zaštita
Pod oznakom Z-2071 zavedena je kao nepokretno kulturno dobro - pojedinačno, pravna statusa zaštićena kulturnog dobra, klasificirano kao "sakralna graditeljska baština".